# Клус, Томаш
Томаш Клус (чеш. Tomáš Klus; род. 15 мая 1986, Тршинец, Чехословакия) — чешский певец, гитарист и актёр.

## Биография
Томаш Клус родился 15 мая 1986 года и вырос в городе Тршинец. В 2002 году он выиграл золотую медаль в современном пятиборье (команд) на национальном юношеском чемпионате. Благодаря спорту в восемнадцать лет он переехал в Прагу. В 2007 году Томаш выиграл на фестивале CzechTalent Zlín с песней «Dopis». В 2008 году Томаш выпустил дебютный альбом «Cesta do záhu(d)by». В том же году он написал музыку к фильму «Anglické jahody» и вместе с другом Иржи Кучеровским пели на разогреве группы Chinaski Chinaski Space Tour 2008. В 2009 году Томаш выпускает ещё один альбом Hlavní uzávěr splínu (рус. «Главная печать здесь») и вместе с ним издал свой первый песенник, Já, písničkáŘ (рус. «Я автор песен»), содержащий песни с первого и второго альбомов.
В 2010 году стал лауреатом на телеканале Óčko и ежегодной музыкальной премии Anděl. Он также выступает на благотворительных вечерах в качестве ведущего и исполнителя. В сентябре 2011 года он выпустил альбом «Racek» (рус. «Чайка»). После этого, он отправился в свой первый тур по всей Чехии и Словакии, в том числе три концерта состоялись в Праге. Во время своих концертов он способен держать внимание зрителей три часа. В 2012 году Томаш занял первое место на национальном конкурсе «Чешский соловей» подсчётом СМС-голосов. В конце 2011 года он сыграл главную роль в рождественской сказке Tajemství staré bambitky (рус. «Тайна старого пистолета»). В сентябре 2012 года окончил кафедру актёрского мастерства Театрального факультета Академии исполнительских искусств в Праге.
В 2014 году Томаш выпустил ещё один альбом Proměnamě (рус. «Превращение»). Альбом в апреле 2015 года получил награду за номинацию как самый продаваемый альбом за 2014 год он продал более двадцати тысяч экземпляров, а на премии Ceny Anděl 2014 получил награду в номинации альбом года. В том же году Томаш сыграл главную роль в роли старшего брата Яна, который идёт спасать Спящую красавицу в фильме Tři bratři (рус. Три брата), также он участвовал в записи саундтрека к фильму. В конце июня 2015 года выпустил свой новый альбом Anat život není (рус. Жизнь Анат), который записал с группой Cílová skupina. Этот альбом посвящён антивоенной тематике и был выпущен 29 июня 2015 года. Название альбома относится к богине мира и плодородия Анат.

## Личная жизнь
У Томаша есть жена Тамара Кубова, известная участница популярной музыкальной передачи Hlas Československa, чехословацкой версии шоу Голос. У него есть дочка Жосефина (род. май 2013), сын Альфред (род. 2 июня 2016) и дочка Еновефа (род. август 2017)

## Дискография
- 2008 — Cesta do záhu(d)by / Поездка в утолщении
- 2009 — Hlavní uzávěr splínu / Главная печать
- 2011 — Racek / Чайка
- 2014 — Proměnamě / Превращение
- 2015 — Anat život není / Жизнь Анат
- 2017 — Živ Je
- 2018 — Spolu
- 2019 — Klussymfon

## Фильмография
- 2008 — Anglické jahody (композитор и автор песен)
- 2009 — Šejdrem[чеш.] (эпизодическая роль)
- 2009 — Rytmus v patách (роль Рэнэ Лицатко)
- 2011 — Tajemství staré bambitky[чеш.] (роль принца Якуба)
- 2014 — Три брата[чеш.] (роль Яна)
- 2014 — Intimity[чеш.]
- 2016 — Na Vodě